# Rudi Huhn
Rudi Huhn (* 30. Januar 1919 in Kühnau; † 24. Juni 2010 in Leichlingen) war ein deutscher Autor und Hobbyhistoriker in Dessau.

## Leben
Im Jahre 1919 in Kühnau geboren und aufgewachsen betätigte sich Rudi Huhn, mit einem Fotoapparat und einer Auszeichnung seiner Schule zur Schulentlassung, fortan als Fotoamateur. Nach seiner Heirat zog er nach Mildensee, wo in der Kleutscher Straße seine beiden Töchter aufwuchsen und er seine Frau in ihren letzten Jahren pflegte.
Nach einer Tischlerlehre arbeitete er als Tischler, später als Tischlermeister, als Lehrmeister im Bauhaus Dessau, als nebenberuflicher Fachlehrer an einer Ingenieurschule und als Konstrukteur. Als er mit 70 Jahren sein Berufsleben beendete, war er Leiter der Fotoabteilung im Betonprojekt Dessau. Auch die für seine Generation typischen Stationen Reichsarbeitsdienst, Wehrdienst und Gefangenschaft sind ihm nicht erspart geblieben.
Die Zerstörung seiner Heimatstadt Dessau durch amerikanische Bomber am 7. März 1945 hat er als Unteroffizier der Wehrmacht selbst miterlebt. In der Folge entschloss er sich, mit noch verfügbarem Bildmaterial, insbesondere Postkarten, das Stadtbild des unzerstörten Dessau zu bewahren und mit eigenen Fotos die Zerstörung und den Wiederaufbau zu dokumentieren. Huhn verfasste unzählige Pressebeiträge zur Historie Dessaus. Sein umfangreiches Archiv überließ er dem Stadtarchiv Dessau und dem Heimatverein Mildensee.
Seine letzte Ruhe fand Rudi Huhn am 10. Juli 2010 auf dem Mildenseer Friedhof.

## Publikationen
- Dessau : die Residenzstadt um 1900, Dessau/Göppingen : Manuela Kinzel Verlag, 2008, ISBN 978-3-937367-20-0
- Vom Hoftheater übers Kaffeehaus Altes Theater zum Kulturzentrum Altes Theater, Dessau/Göppingen : Manuela Kinzel Verlag, 2008, ISBN 978-3-937367-22-4
- Die historische Kavalierstraße, Dessau/Göppingen : Manuela Kinzel Verlag, 2008, ISBN 978-3-934071-76-6